# Contea di Tiandeng
Tiandeng (cinese: 天等, pinyin: Tiānděng; zhuang：Dindaengh) è una contea che fa parte della città-prefettura di Chongzuo nella parte occidentale della regione autonoma di Guangxi Zhuang, nel sud della Cina. Tiandeng confina con la Contea di Tiandong a nord, le contee di Long'an e Pingguo ad est, di Daxin e Ningming a sud, e di Jingxi ad ovest. Nel 2007 aveva una popolazione di 423.100 abitanti, dei quali il 98,81% appartenente al gruppo etnico degli Zhuang. Ha un'estensione di 2.159 km².